# Çamlıca, Hüyük
Çamlıca là một thị trấn thuộc huyện Hüyük, tỉnh Konya, Thổ Nhĩ Kỳ. Dân số thời điểm năm 2011 là 1.198 người.